# Erekruis voor Verdienste aan het Thuisfront
Het Erekruis voor Verdienste aan het Thuisfront (Duits: Ehrenkreuz kür Heimatverdienst) was een onderscheiding van het Groothertogdom Saksen. De onderscheiding werd op 27 januari 1918 ingesteld door Groothertog Wilhelm-Ernst van Saksen. Het erekruis werd alleen aan mannelijke inwoners uitgereikt voor "verdienste aan het thuisfront tijdens de oorlog" (Duits: Für Heimatverdienst im Kriege). Voor vrouwen was er een Ereteken voor Vrouwelijke Verdienste in Oorlogstijd.
In januari 1918 was Duitsland economisch en politiek sterk verzwakt. Aan het thuisfront werd honger geleden en de oorlogseconomie kon de uitputtingsslag met de geallieerden niet winnen. Honderdduizenden gewonden en invaliden moesten worden verpleegd en opgevangen. Vrouwen en kinderen namen in de landbouw en de industrie de plaats van de mannen in. Brons werd streng gerantsoeneerd. Daarom werd dit kruis van een "oorlogsmetaal", een eufemisme voor een goedkope legering, in dit geval zink geslagen. De detaillering van het stempel voor kruis en kroon is zeer precies maar het zinken oppervlak van een zinken onderscheiding is korrelig en dof en vergaat snel.
Het medaillon op de voorzijde van de onderscheiding draagt het groothertogelijk portret binnen een parelrand. Op de keerzijde staat binnen een parelrand de opdracht FÜR HEIMAT-VERDIENST. Op de onderste kruisarm staat op voor- en achterkant het jaartal 1918.
Het kruis werd aan een 31 millimeter breed rood lint met groen-geel-zwarte rand op de linkerborst gedragen. Het kruis is 70 millimeter hoog, 43,2 millimeter breed en weegt 20 gram. De bewegelijk aangebrachte plastisch uitgevoerde holle beugelkroon meet 24 x 20,7 millimeter.
De ontwerper en fabrikant was Theodor Müller in Weimar.  De val van de monarchie maakte in 1918 een einde aan de onderscheidingen van het groothertogdom.